# Liogenys sinuaticeps
Liogenys sinuaticeps – gatunek chrząszcza z rodziny poświętnikowatych i podrodziny chrabąszczowatych. Endemit Brazylii.

## Taksonomia
Gatunek ten opisany został po raz pierwszy w 1918 roku przez Juliusa Mosera na łamach „Stettiner Entomologische Zeitung”. Jako lokalizację typową wskazano Brazylię. W 2017 roku redeskrypcji gatunku dokonali Mariana Alejandra Cherman i współpracownicy.

## Morfologia
Chrząszcz o ciele długości od 9,8 do 10,1 mm i szerokości od 5,1 do 5,2 mm, ubarwionym żółtawo z żółtymi przedpleczem i pokrywami.
Głowa ma oczy rozstawione na ponad trzykrotność swoich szerokości i dziewięcioczłonowe czułki. Wykrojenie krawędzi nadustka jest płytkie, szerokie, zaokrąglone; ząbki przednie po jego bokach mają prawie równoległe i dłuższe od oka krawędzie zewnętrzne, a odległości pomiędzy ząbkami przednimi a słabo widocznymi wyrostkami bocznymi nadustka są mniejsze od szerokości nasady ząbków. Na dłuższej niż szerokiej i po bokach nabrzmiałej wardze górnej brak jest poprzecznego żeberka. Szczęki mają po pięć zredukowanych ząbków na żuwkach zewnętrznych.
Przedplecze ma łysy dysk z bardzo rozproszonym i delikatnym punktowaniem, prostą krawędź przednią oraz zaokrąglone kąty tylne. Tarczka jest ostrołukowata, grubo punktowana. Błyszczące, łyse, ponad trzykrotnie od przedplecza dłuższe pokrywy mają po cztery słabe żeberka, z których dwie pary zewnętrzne są słabiej widoczne od dwóch par wewnętrznych. Na biodrach przednich występują łuski. Golenie przedniej pary mają trzy ząbki na krawędzi zewnętrznej, z których nasadowy jest najmniejszy, a wierzchołkowy najdłuższy. Golenie środkowej pary mają walcowaty przekrój i niekompletną wierzchołkową z dwóch listewek poprzecznych. Uda tylnej pary odznaczają się grubymi, sterczącymi szczecinkami na tylnej krawędzi, a u samca także brakiem listewki i nieuwydatnionym szczytem. Golenie tylnej pary samca cechują się łysą powierzchnią wewnętrzną. Stopy są matowe, u samca przednia i środkowa ich para jest dwukrotnie szersza od tylnej. Wszystkie pazurki rozdwojone są na ząbki, z których górny jest dłuższy od dolnego, ale tak szeroki jak on.
Odwłok ma odsłonięte, nagie propygidium oraz szersze niż dłuższe, niemal trapezowate, płaskie, nagie, kwadratowawe na szczycie pygidium. Genitalia samca mają paramery niemal równowąskie, wcięte w ⅓ długości, o prostych lub lekko rozbieżnych krawędziach wewnętrznych oraz ściętym i do dołu odgiętym wierzchołku.

## Rozprzestrzenienie
Gatunek neotropikalny, południowoamerykański, endemiczny dla Brazylii, znany ze stanów São Paulo i Rio Grande do Sul.